# Буцик Євген Георгійович
Євген Георгійович Буцик (народився 1951 року в селі Ясна Поляна Амурської області, РРФСР) — український письменник, лауреат літературної премії імені Тодося Осьмачки.

## Життєпис
Коли Євгенові виповнилося 10 років, його родина переїхала в Приморський край, до одного із заможних українських сіл Далекого Сходу – Вишнівки  Спаського району. 
Після загальноосвітньої школи Євген навчався в училищі міста Находка, служив в армії на острові Сахалін – наводчиком, а потім командиром танка. Після демобілізації жив на Камчатці, працював слюсарем в будівельной організації «Камчатсільбуд».
В 1975 році Є. Буцик повернувся на Україну, де брав участь в ліквідації наслідків техногенної катастрофи на Чорнобильській АЕС
Двічі одружений.

## Творчість
2018 року вийшла друком перша частина автобіографічного роману з трьох частин «Ціна рабства», що викликала значний інтерес як у читацького  загалу, так і відомих майстрів письменників. «Це велика книга життя», –відгукнувся Володимир Яворівський. 

## Відзнаки
- 2020 — переможець літературного інтернет-конкурсу «Осьмачка – 125» (номінація «проза»).